# Numa Palmer
Numa Palmer, pseudonimo di Emanuela Palmer (Roma, 16 giugno 1969), è una cantautrice, opinionista e direttrice artistica italiana.
È conosciuta per le sue collaborazioni con artisti internazionali e per il suo impegno in cause umanitarie e sociali.

## Biografia
Nata a Roma, Emanuela Palmer ha adottato il nome d'arte Numa Palmer durante i suoi primi anni di carriera. Ha studiato musica e arti performative, sviluppando uno stile influenzato da generi come il pop, il soul e il rock.
Numa Palmer è sposata con il chitarrista britannico Phil Palmer, noto per le sue collaborazioni con Dire Straits, Eric Clapton e Tina Turner.

## Carriera musicale
Numa Palmer ha debuttato ufficialmente nel 2014 con il singolo Più di un compromesso. La sua carriera è caratterizzata da collaborazioni con artisti di rilievo sia in Italia che all'estero, Adriano Celentano, Pino Daniele, George Michael, Trevor Horn, Geoff Westley, Julian Hinton (produttore, arrangiatore compositore britannico per Trevor Horn, Robbie Williams, Seal), Alan Clark (tastierista dei Dire Straits),  Mickey Feat e Renato Zero, per il progetto Zerosettanta, partecipando alla scrittura del brano "L'angelo ferito" incluso nel Volume Tre della trilogia.
Uno dei suoi ultimi lavori più riconoscibili è l'interpretazione del brano Amoreunicoamore, originariamente eseguito da Mina. Questa performance è stata accolta positivamente dalla critica musicale.

## Direzione artistica
Nel 2020, Numa Palmer ha prodotto l'album di debutto di Manuel Aspidi, finalista della quarta edizione del talent show The Voice of Italy nel 2016, e del singolo “This Christmas”

## Cantante del Self-Empowerment
Numa Palmer è nota per il suo impegno nella promozione del self-empowerment e della consapevolezza personale attraverso la musica. La sua attività artistica si concentra sulla diffusione di un messaggio positivo, spesso ispirato ai principi del buddismo, che rappresenta uno dei suoi principali riferimenti spirituali ed è riconosciuta come una delle prime esponenti del movimento di "self-empowerment" in Italia.
Numa Palmer utilizza la musica come strumento per incoraggiare gli ascoltatori a sviluppare le proprie potenzialità, superare ostacoli personali e adottare una visione ottimistica della vita. Il suo approccio artistico si intreccia con una filosofia improntata alla crescita personale e al miglioramento continuo.

## Impegno umanitario e sociale
Oltre alla musica, Numa Palmer è attiva in diverse iniziative umanitarie. Ha partecipato a progetti benefici in collaborazione con organizzazioni internazionali, sostenendo cause legate all'educazione dei bambini e ai diritti umani.
Ha inoltre collaborato a eventi musicali di beneficenza destinati alla raccolta fondi per comunità svantaggiate in Africa e Asia.

## Apparizioni televisive
- 2015 - Il Giubileo di Francesco - Intervista Phil Palmer e Numa Palmer su Rai Vaticano.[21]
- 2023 - ItaliaSì! – Puntata speciale Festival di Sanremo 2023 su Rai 1.[22]
- 2024 - Buongiorno Weekend "Giusto un Caffè" - Ospite con Martina Gatto su Causano Italia Tv.[23]
- 2024 - ItaliaSì! – Presidente di giuria al contest "Che Geni!" su Rai 1.>[24]
- 2024 - ItaliaSì! – Puntata speciale Festival di Sanremo 2024 su Rai 1.[25]
- 2024 - Storie Italiane – opinionista con Eleonora Daniele su Rai 1.[26]
- 2024 - Unomattina in famiglia - opinionista con Monica Setta su Rai 1.[27]
- 2024 - La volta buona – Intervista con Caterina Balivo su Rai 1.[28]
- 2024 - Oggi è un altro giorno – Intervista a Phil Palmer e Numa Palmer con Serena Bortone su Rai 1.[29]
- 2025 - Sabato in diretta – opinionista con Emma D'Aquino.[30]

## Singoli
- 2014 – Più di un compromesso (reinterpretazione dell'originale If love is out the question cantata da Céline Dion, scritta da Phil Palmer)
- 2014 – If love is out the question
- 2014 – Amore del passato
- 2015 – Promise Land (Scritta e prodotta da Phil Palmer con Paul Bliss) [31]
- 2015 – Mi mancherai[32]
- 2015 – Noi siamo amore
- 2016 – Vivo[33]
- 2016 – Non andare via
- 2017 – Te Extrañare
- 2017 – No Te Puedes Ir
- 2018 – Never Give Up
- 2019 – The secret Key
- 2019 – Stronger
- 2021 – Il coraggio delle idee[34]
- 2021 – L'amore non riposa[35]
- 2021 – 6TU
- 2022 – Tan Fuerte (Feat. El Bandera)[36]
- 2023 – Il futuro è degli ingenui[37]
- 2023 – Baciami (Gianna & Numa)
- 2024 – Tra la terra ed il sole[38]
- 2024 – Credo nelle favole
- 2024 – Mi manchi (cover di Loredana Bertè)[39]
- 2024 – Amoreunicoamore
- 2025 – Tu mi fai impazzire

## Album
- 2020 – produzione esecutiva del 3* volume “ZeroSettanta” di Renato Zero e co-autrice con Phil Palmer de L'angelo ferito di Renato Zero[40][41]

- 2024 – Sarò Franco (Canzoni Inedite Di Franco Califano) con la canzone Tra la terra ed il sole[42]

## Promised Land (Progetto musicale)
Promised Land è un progetto musicale ideato Numa Palmer e Phil Palmer.
Il brano omonimo, scritto e prodotto da Phil Palmer insieme a Paul Bliss, è dedicato a sensibilizzare l'opinione pubblica riguardo alla condizione di chi fugge dalla povertà, dai conflitti armati e dalla persecuzione, con l'intento di sostenere la ricerca di pace, libertà religiosa e il diritto alla dignità umana.

### Versione Italiana: "Noi Siamo Amore"
Il progetto è stato adattato anche in italiano con il titolo "Noi Siamo Amore", in cui il testo è stato scritto dal paroliere Vincenzo Incenzo, ispirato da un'idea del cantante e compositore Renato Zero. La canzone, come la sua versione originale, è dedicata principalmente ai bambini di tutto il mondo, con un messaggio universale di speranza, amore e solidarietà.

### Collaborazione con UNICEF
Il progetto "Promised Land" ha ricevuto il sostegno dell'UNICEF, che ha contribuito alla realizzazione del video musicale con immagini ufficiali delle proprie attività umanitarie in corso. In aggiunta, è stato prodotto un CD dal titolo "Noi Siamo Amore – Noi Siamo UNICEF", che ha visto la partecipazione di numerosi artisti italiani quali Toto Cutugno, Ornella Vanoni, Kaiti Garbi, Mariella Nava, Teofilo Chantre, Gigi D’Alessio, Fiordaliso e Ron. La direzione artistica del progetto è stata affidata a Alberto Zeppieri, e il ricavato delle vendite è stato destinato a finanziare le attività umanitarie dell'UNICEF a favore dei bambini in situazioni di emergenza.

## Riconoscimenti
- Premio AVI 2021 (Associazione Vinile Italiana)[45]
- Premio Musica per la Pace 2016 e Nomina di Ambasciatrice del Giubileo dell’Educazione[46][47]
- Premio Miglior Artista Femminile 2014 (Sanremo Music Awards)[48][49]